# Hendrick Goltzius

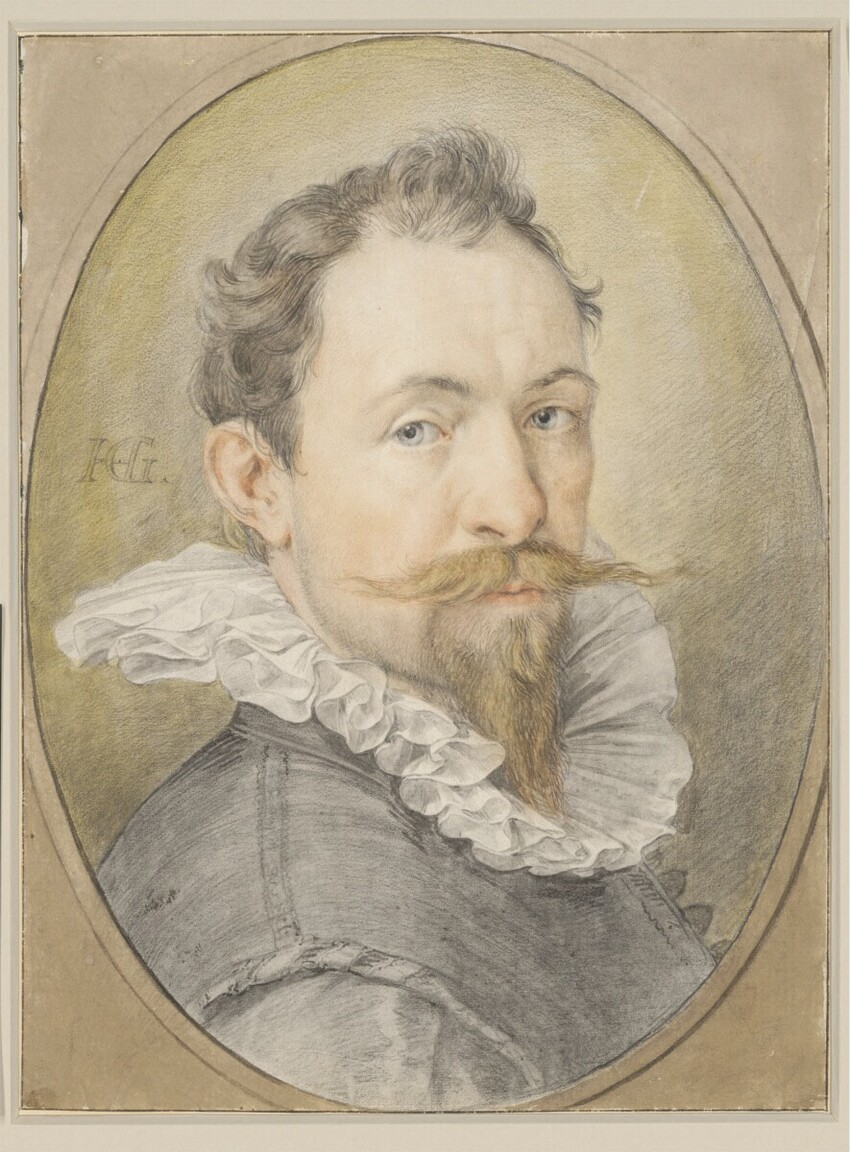
Hendrick Goltzius, självporträtt.

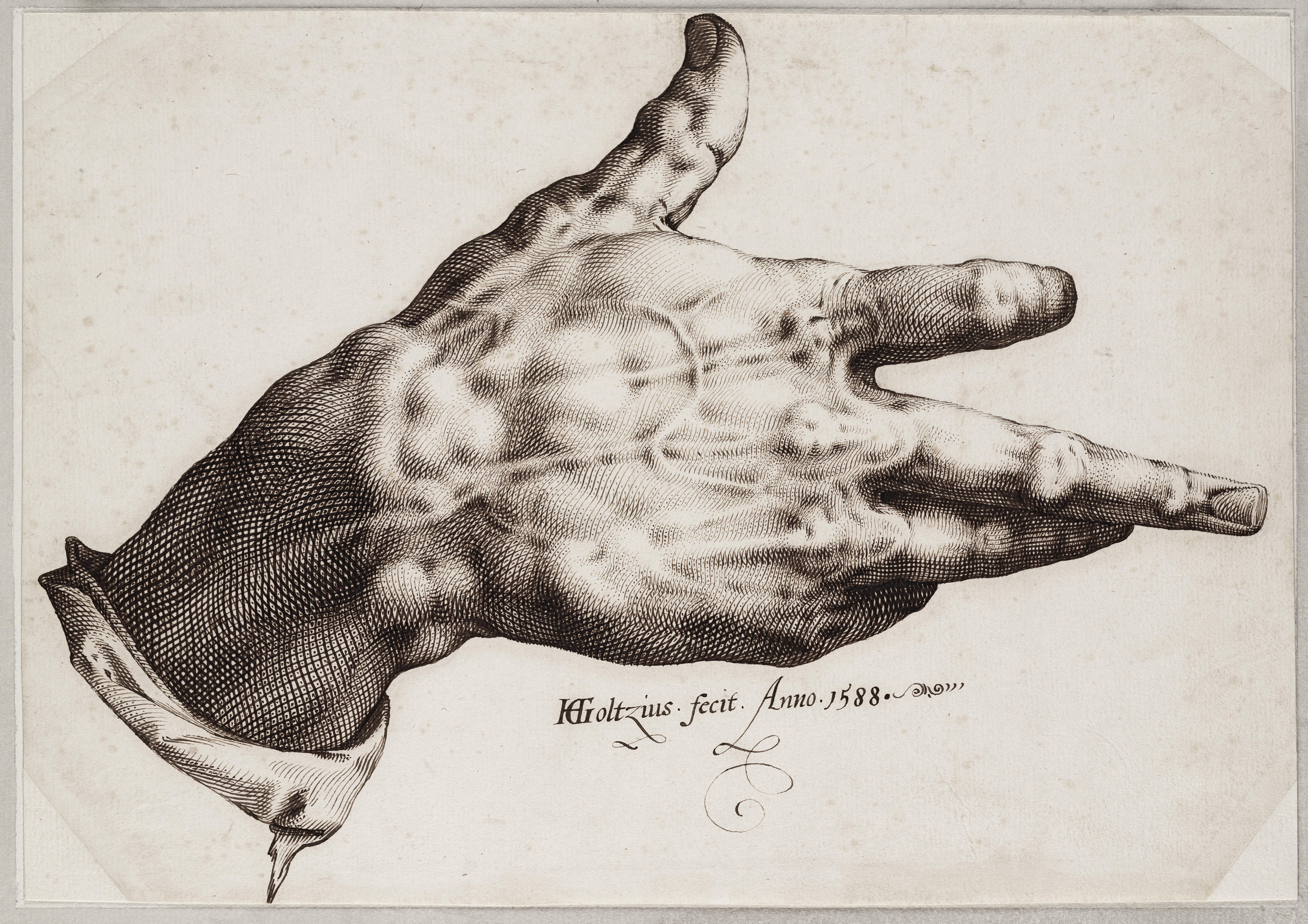
Goltzius högerhand

Hendrick Goltzius, född februari 1558 i Mühlbrecht i Hertigdömet Jülich, död 1 januari 1617 i Haarlem i Nederländerna, var en nederländsk kopparstickare, träsnidare och konstnär. Han tillhörde den nordliga manierismen.

## Biografi
Hendrick Goltzius kom från en familj glasmålare i Hertigdömet Jülich. På grund av en brännskada i barndomen hade han en funktionsvariation i högerhanden. Han utbildade sig i gravyrkonsten i Haarlem som lärjunge hos sin far och Dirck Coornhert. Tillsammans med Karel van Mander och Cornelis van Haarlem grundade han en konstakademi i år 1583 som främst studerade människans rörelsemönster.  Han företog 1590-1591 en resa till Italien och arbetade efter hemkomsten återstående delen av sitt liv i Haarlem. Först 1600 började han att måla i olja.

## Konstnärskap
Goltzius betydelse som kopparstickare ligger i hans säkra och fulländade teknik, som dels avsiktligt härmade andra framstående gravörers - de berömda "sex mästerverken", vari han tar upp tävlan med Albrecht Dürer, Lucas van Leyden, Carracci och andra - dels framträder som en självständig verkningsfull stil. De stora mytologiska och allegoriska bladen överträffar de andra nederländske romanisternas arbeten i manieristisk formgivning. Endast utförandet ger dem bestående värde. Goltzius porträttstick utmärks däremot av psykologisk skärpa och saklig hållning. Nämnas kan målaren Frisius son med en stor hund, Dirck Coornhert och självporträtt.Museiintendenten Axel Romdahl avslutar sin artikel i Nordisk familjebok från 1908 med omdömet att Goltzius träsnitt är "av en god och kraftig verkan", medan hans målningar "däremot föga tilltalande". Nutida konstkritiker anser dock Goltzius tavlor vara mästerverk.
Som tecknare var Goltzius mycket mångsidig, växlande mellan preciös detaljteknik och bred, storslagen formgivning, liksom mellan inträngande porträttstudier och komplicerade flerfiguriga kompositioner. Goltzius är representerad vid bland annat Norrköpings konstmuseum, Göteborgs konstmuseum och Nationalmuseum.

## Galleri

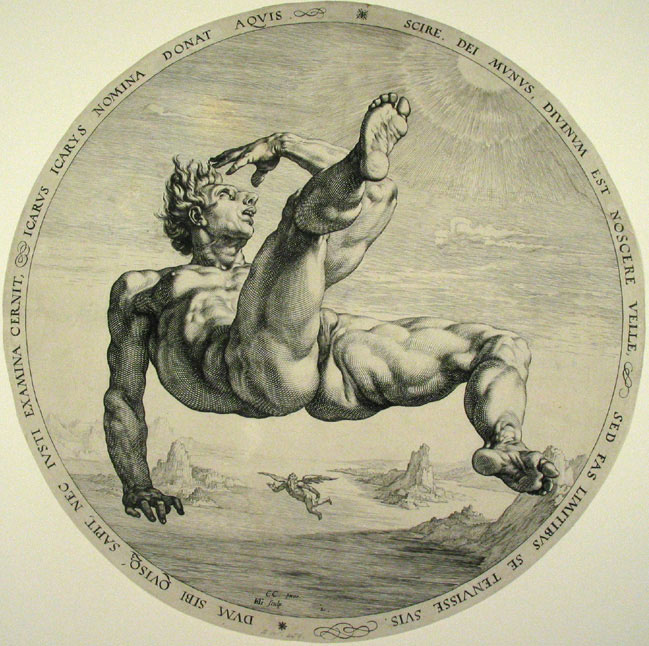
Ikaros, 1588
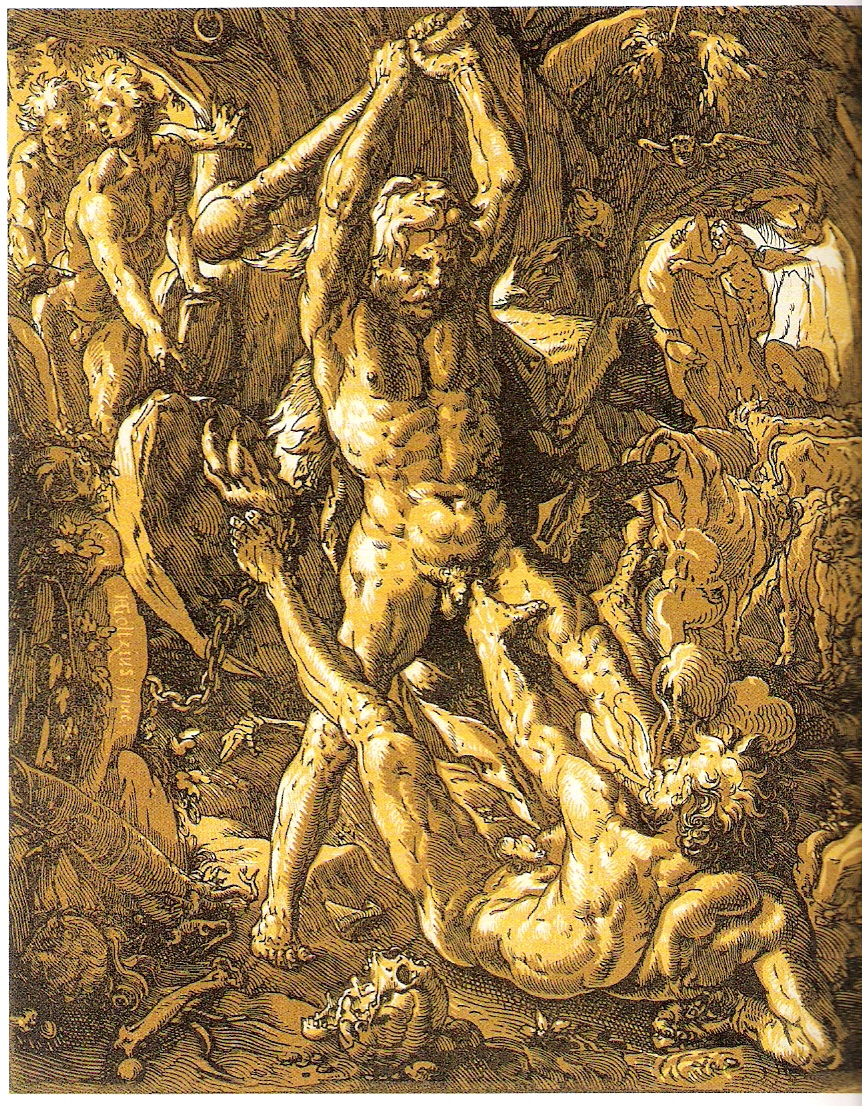
Herkules dödar Cacus, 1588
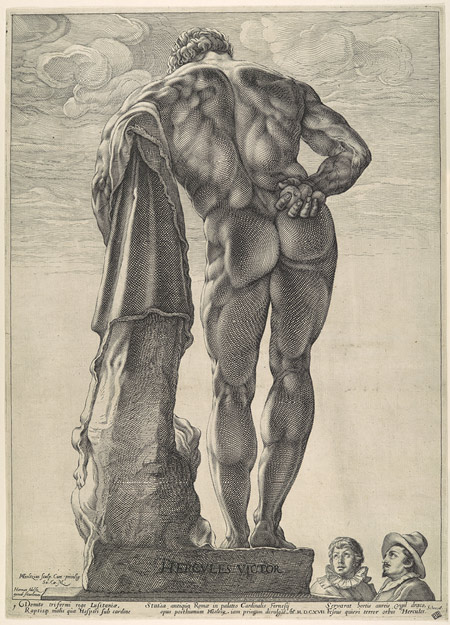
Hercules Farnese, ca 1592
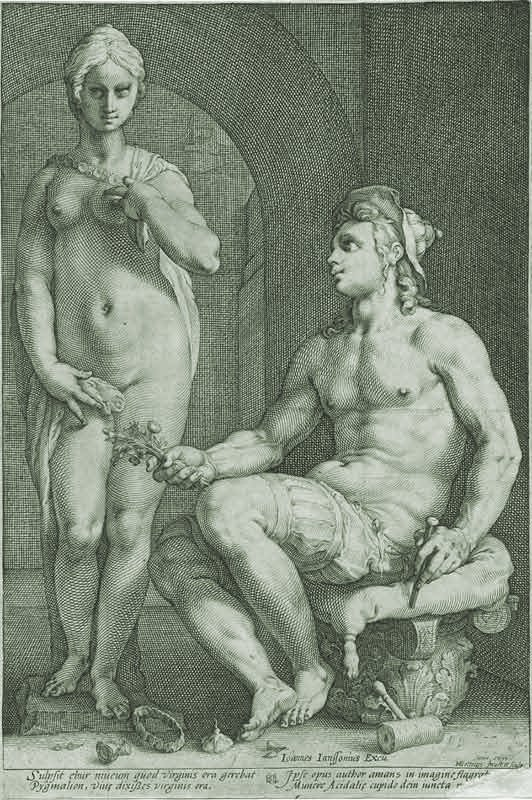
Pygmalion och Galatea, 1594
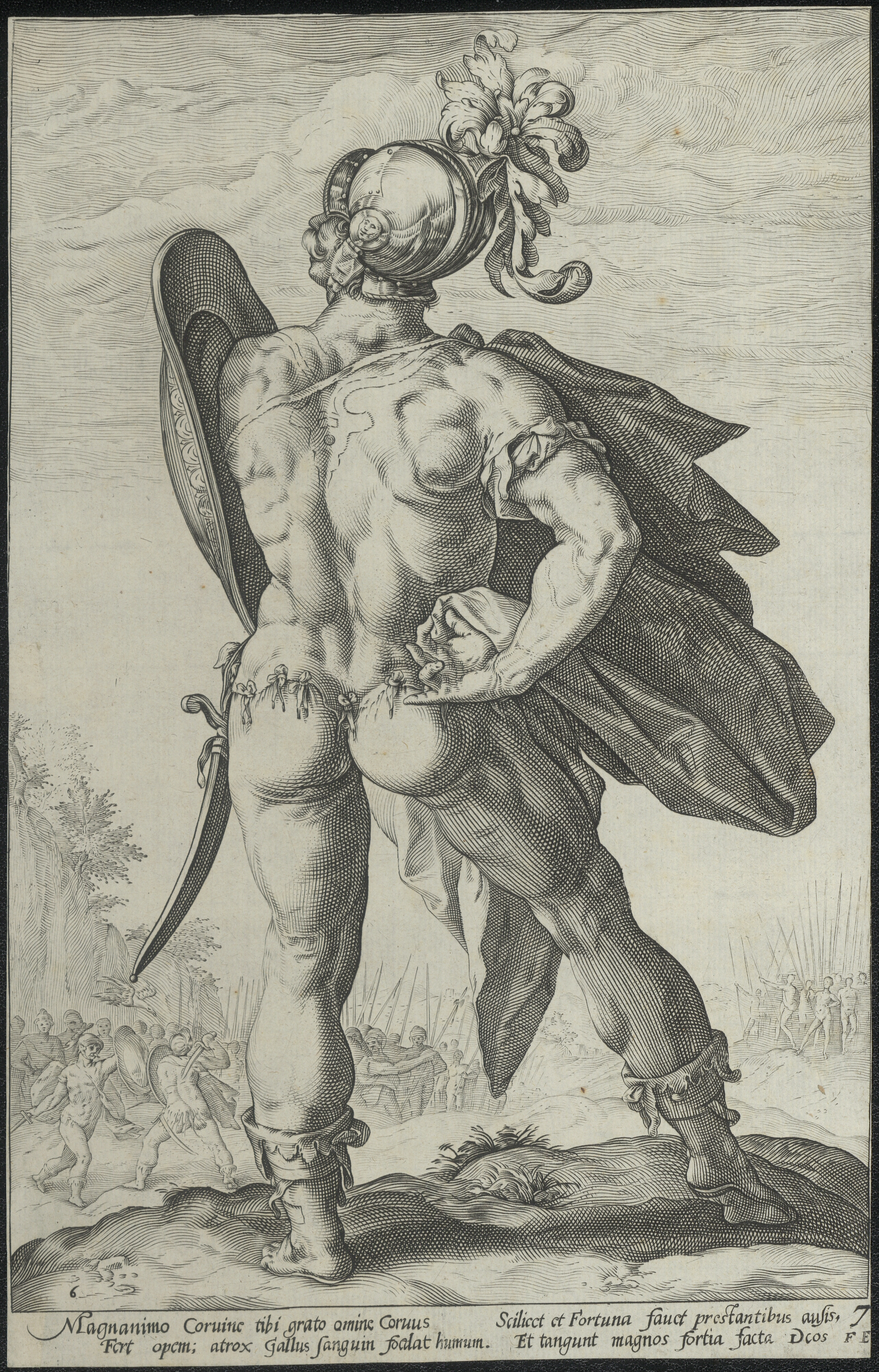
Valerius Corvinus, 1600
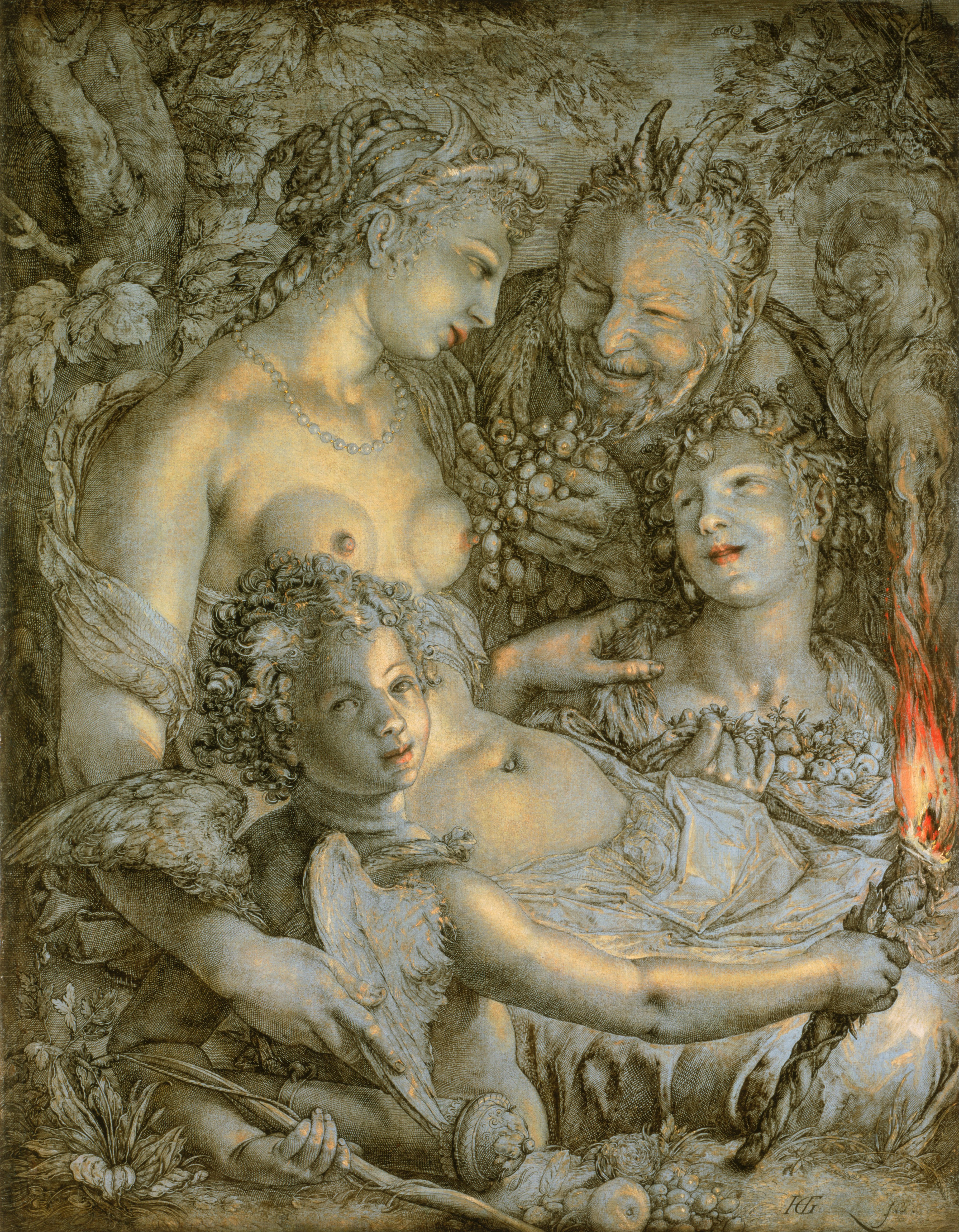
Sine Cerere et Libero friget Venus, ca 1600
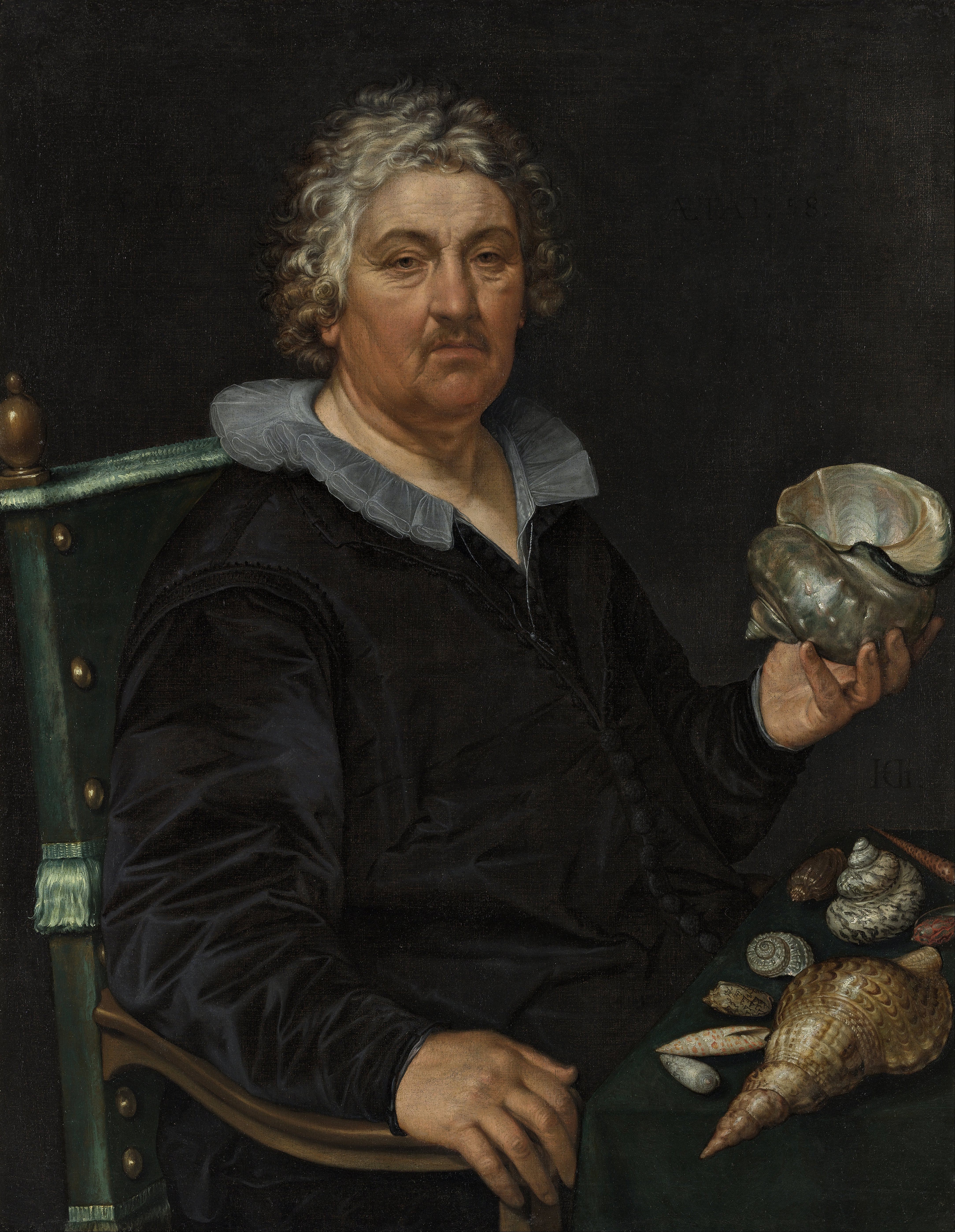
Portätt av snäcksamlaren Jan Govertsen van der Aer, 1603
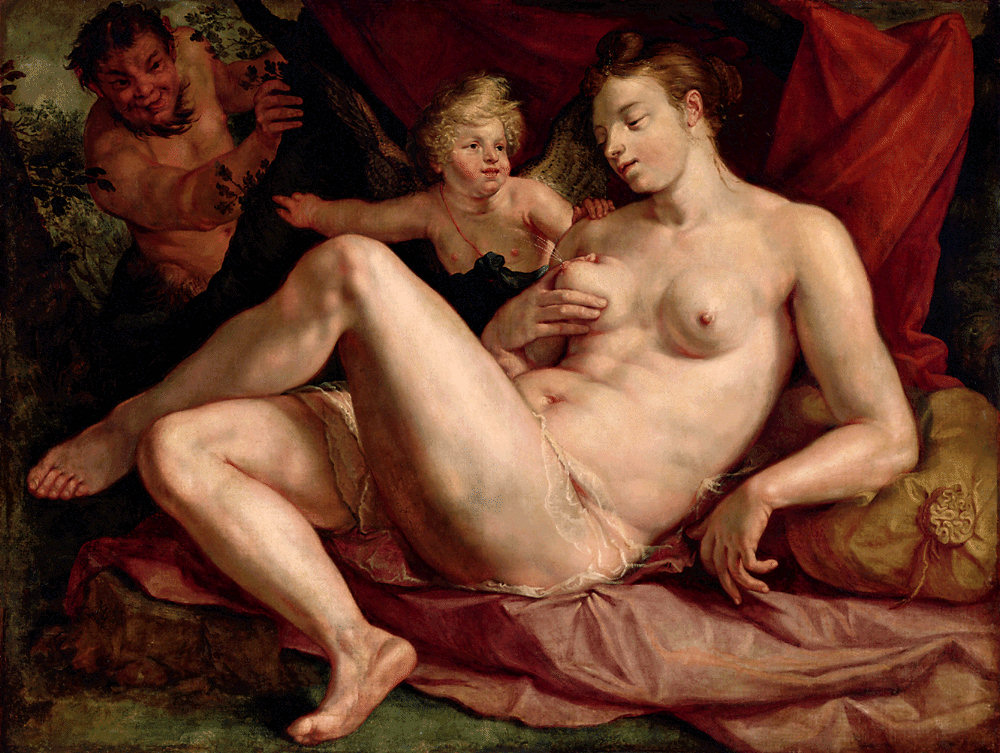
Jupiter och Antiope, 1616
Syndafallet, 1616
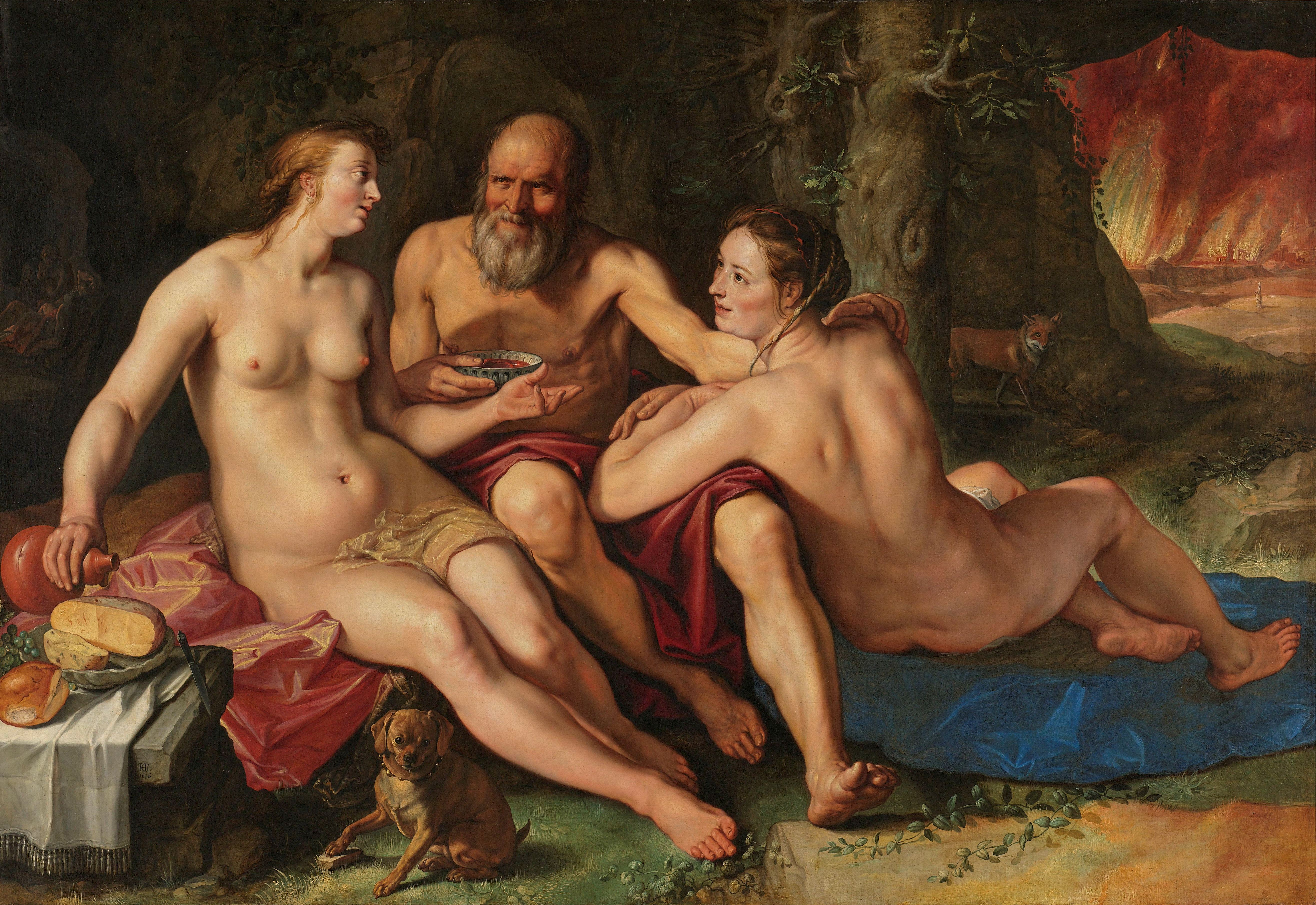
Lot och hans döttrar, 1616

## Fotnoter
1. 1 2   ADB: Goltzius, Hendrik. Allgemeine Deutsche Biographie (1.). Historische Commission bei der königl. Akademie der Wissenschaften. 1879. sid. 361. https://de.wikisource.org/wiki/ADB:Goltzius,_Hendrik. Läst 14 oktober 2021
2. 1 2  Holländska mästare i svensk ägo, Nationalmusei utställningskatalog no 309
3. ↑  ”Hendrick Goltzius”. Nationalencyklopedin, NE.se. https://www.ne.se/uppslagsverk/encyklopedi/l%C3%A5ng/hendrick-goltzius. Läst 14 oktober 2021.
4. 1 2  Goltzius, Hendrick i Nordisk familjebok (andra upplagan, 1908)
5. ↑  ”Norrköpings konstmuseum”. https://www.norrkopingskonstmuseum.se/samlingen/grafik/. Läst 7 januari 2019.[död länk]
6. ↑  Göteborgs konstmuseum
7. ↑  Nationalmuseum